# Campeonato Maranhense de Futebol de 1965
O Campeonato Maranhense de Futebol de 1965 foi a 44º edição da divisão principal do campeonato estadual do Maranhão. O campeão foi o Sampaio Corrêa que conquistou seu 11º título na história da competição. O artilheiro do campeonato foi Wilson, jogador do Maranhão, com 13 gols marcados.

## Premiação
| Campeonato Maranhense de 1965       |
| São Luís                            |
| ----------------------------------- |
| Sampaio Corrêa Campeão (11º título) |